# Cláudia Monteiro
Cláudia Monteiro (née le 8 mai 1961) est une joueuse de tennis brésilienne, professionnelle dans les années 1980. 
Pendant sa carrière, elle a remporté six titres WTA dont cinq en double dames.

## Palmarès

### Titre en simple dames
| No | Date       | Nom et lieu du tournoi               | Catégorie | Dotation | Surface    | Finaliste | Score         |          |
| -- | ---------- | ------------------------------------ | --------- | -------- | ---------- | --------- | ------------- | -------- |
| 1  | 22/02/1982 | Avon Futures of Carolina, Greenville | Futures   | 40 000 $ | Dur (int.) | Jo Durie  | 6-4, 3-6, 6-4 | Parcours |

### Finale en simple dames
| No | Date       | Nom et lieu du tournoi          | Catégorie | Surface         | Vainqueure  | Score    |          |
| -- | ---------- | ------------------------------- | --------- | --------------- | ----------- | -------- | -------- |
| 1  | 07/03/1983 | Ginny of Pittsburgh, Pittsburgh |           | Moquette (int.) | Ginny Purdy | 6-2, 7-5 | Parcours |

### Titres en double dames
| No | Date       | Nom et lieu du tournoi                 | Catégorie   | Dotation | Surface         | Partenaire        | Finalistes                      | Score         |          |
| -- | ---------- | -------------------------------------- | ----------- | -------- | --------------- | ----------------- | ------------------------------- | ------------- | -------- |
| 1  | 19/10/1981 | Japan Open Tokyo                       |             | 50 000 $ | Moquette (int.) | Pat Medrado       | Barbara Jordan Roberta McCallum | 6-3, 3-6, 6-2 | Parcours |
| 2  | 08/02/1982 | Avon Futures of California Bakersfield | Futures     | 40 000 $ | Dur (ext.)      | Catherine Tanvier | Diane Desfor Barbara Hallquist  | 7-6, 2-6, 6-3 | Parcours |
| 3  | 15/03/1982 | Avon Futures Championships Austin      | Futures     | 50 000 $ | Moquette (int.) | Pat Medrado       | Jan Lehane Mimi Wikstedt        | 6-0, 6-1      | Parcours |
| 4  | 12/09/1983 | Ginny of Salt Lake City Salt Lake City |             | 50 000 $ | Dur (ext.)      | Yvonne Vermaak    | Amanda Brown Brenda Remilton    | 6-1, 3-6, 6-4 | Parcours |
| 5  | 30/01/1984 | Ginny of Indianapolis Indianapolis     | VS Tour C1+ | 50 000 $ | Moquette (int.) | Yvonne Vermaak    | Beverly Mould Elizabeth Sayers  | 6-7, 6-4, 7-5 | Parcours |

### Finales en double dames
| No | Date       | Nom et lieu du tournoi                | Catégorie  | Dotation  | Surface      | Vainqueures                       | Partenaire    | Score         |          |
| -- | ---------- | ------------------------------------- | ---------- | --------- | ------------ | --------------------------------- | ------------- | ------------- | -------- |
| 1  | 04/01/1982 | Avon Futures of Fort Myers Fort Myers | Futures    | 40 000 $  | Dur (int.)   | Marjorie Blackwood Susan Leo      | Pat Medrado   | 2-6, 6-1, 6-2 | Parcours |
| 2  | 05/07/1982 | Casino Cup Hambourg                   | Series 1   | 50 000 $  | Terre (ext.) | Elizabeth Ekblom Lena Sandin      | Pat Medrado   | 7-6, 6-3      | Parcours |
| 3  | 12/07/1982 | Kim Cup Monte-Carlo                   | Series 3   | 100 000 $ | Terre (ext.) | Virginia Ruzici Catherine Tanvier | Pat Medrado   | 7-6, 6-2      | Parcours |
| 4  | 26/07/1982 | Wells Fargo Open San Diego            | Series 4   | 125 000 $ | Dur (ext.)   | Kathy Jordan Paula Smith          | Pat Medrado   | 6-3, 5-7, 7-6 | Parcours |
| 5  | 23/04/1984 | South African Durban                  | VS Tour C1 | 50 000 $  | Dur (ext.)   | Anna Maria Fernández Peanut Louie | Beverly Mould | 7-5, 5-7, 6-1 | Parcours |
| 6  | 20/07/1987 | OTB Open Schenectady                  |            | 27 500 $  | Dur (ext.)   | Jennifer Goodling Wendy Wood      | Pat Medrado   | 5-7, 6-2, 6-3 |          |

### Finale en double mixte
| No | Date       | Nom et lieu du tournoi | Catégorie | Dotation  | Surface      | Vainqueures               | Partenaire   | Score      |          |
| -- | ---------- | ---------------------- | --------- | --------- | ------------ | ------------------------- | ------------ | ---------- | -------- |
| 1  | 24/05/1982 | Roland-Garros Paris    | G. Chelem | 367 500 $ | Terre (ext.) | Wendy Turnbull John Lloyd | Cássio Motta | 6-2, 7-610 | Parcours |

## Parcours en Grand Chelem

### En simple dames
| Année | Open d'Australie (janvier) | Open d'Australie (janvier) | Internationaux de France | Internationaux de France | Wimbledon       | Wimbledon        | US Open         | US Open          | Open d'Australie (décembre) | Open d'Australie (décembre) |
| ----- | -------------------------- | -------------------------- | ------------------------ | ------------------------ | --------------- | ---------------- | --------------- | ---------------- | --------------------------- | --------------------------- |
| 1981  | n/a                        | n/a                        | 2e tour (1/32)           | Regina Maršíková         | -               | -                | -               | -                | -                           | -                           |
| 1982  | n/a                        | n/a                        | 2e tour (1/32)           | Mima Jaušovec            | 1er tour (1/64) | Susan Leo        | 1er tour (1/64) | Claudia Pasquale | 1er tour (1/32)             | Evonne Goolagong            |
| 1983  | n/a                        | n/a                        | 1er tour (1/64)          | Claudia Pasquale         | 1er tour (1/64) | Elise Burgin     | 2e tour (1/32)  | Kim Jones        | 1er tour (1/32)             | Eva Pfaff                   |
| 1984  | n/a                        | n/a                        | 1er tour (1/64)          | Camille Benjamin         | 2e tour (1/32)  | Andrea Temesvári | 1er tour (1/64) | Gigi Fernández   | -                           | -                           |
| 1986  | n/a                        | n/a                        | -                        | -                        | -               | -                | 1er tour (1/64) | Tine Scheuer     | n/a                         | n/a                         |
| 1987  | 1er tour (1/64)            | Helen Kelesi               | -                        | -                        | -               | -                | -               | -                | n/a                         | n/a                         |

À droite du résultat, l’ultime adversaire.

### En double dames
| Année | Open d'Australie (janvier)    | Open d'Australie (janvier) | Internationaux de France    | Internationaux de France  | Wimbledon                     | Wimbledon               | US Open                       | US Open                    | Open d'Australie (décembre) | Open d'Australie (décembre) |
| ----- | ----------------------------- | -------------------------- | --------------------------- | ------------------------- | ----------------------------- | ----------------------- | ----------------------------- | -------------------------- | --------------------------- | --------------------------- |
| 1980  | n/a                           | n/a                        | -                           | -                         | 1er tour (1/32) Pat Medrado   | C. Sieler E. Ekblom     | 1er tour (1/32) R. Giscafré   | M. Mesker N. Schutte       | -                           | -                           |
| 1981  | n/a                           | n/a                        | 2e tour (1/16) Pat Medrado  | Kathy Jordan Anne Smith   | -                             | -                       | -                             | -                          | -                           | -                           |
| 1982  | n/a                           | n/a                        | 2e tour (1/16) Pat Medrado  | Andrea Jaeger B. Nagelsen | 1/4 de finale Pat Medrado     | Navrátilová Pam Shriver | 1er tour (1/32) Pat Medrado   | Lucia Romanov L. Thompson  | 2e tour (1/8) Susan Leo     | A. M. Fernández Beth Norton |
| 1983  | n/a                           | n/a                        | 2e tour (1/16) Pat Medrado  | Duk-Hee Lee Lucia Romanov | 1er tour (1/32) Pat Medrado   | B. Hallquist Anne White | 2e tour (1/16) Susan Leo      | A. Moulton Paula Smith     | 2e tour (1/8) Y. Vermaak    | Kathy Jordan B. Potter      |
| 1984  | n/a                           | n/a                        | 1er tour (1/32) Y. Vermaak  | Sabrina Goleš Petra Huber | 2e tour (1/16) Y. Vermaak     | Jo Durie Ann Kiyomura   | 1er tour (1/32) Y. Vermaak    | Chris Evert B. J. King     | -                           | -                           |
| 1985  | n/a                           | n/a                        | 1er tour (1/32) Pat Medrado | Pam Casale Sabrina Goleš  | 3e tour (1/8) Y. Vermaak      | Kathy Jordan E. Smylie  | 1er tour (1/32) Pat Medrado   | K. Maleeva M. Maleeva      | -                           | -                           |
| 1986  | n/a                           | n/a                        | 1er tour (1/32) R. Bryant   | C. Bassett S. Mascarin    | 1er tour (1/32) L. Antonoplis | Chris Evert Anne White  | 1er tour (1/32) L. Antonoplis | Rosie Casals Kim Sands     | n/a                         | n/a                         |
| 1987  | 1er tour (1/16) L. Antonoplis | B. Gerken Terry Phelps     | 3e tour (1/8) L. Antonoplis | B. Nagelsen E. Smylie     | 1er tour (1/32) L. Antonoplis | Jana Novotná C. Suire   | 2e tour (1/16) L. Antonoplis  | Kohde-Kilsch Helena Suková | n/a                         | n/a                         |

Sous le résultat, la partenaire ; à droite, l’ultime équipe adverse.

### En double mixte
| Année | Open d'Australie (janvier), | Open d'Australie (janvier), | Internationaux de France     | Internationaux de France  | Wimbledon                    | Wimbledon                 | US Open                      | US Open                  | Open d'Australie (décembre), | Open d'Australie (décembre), |
| ----- | --------------------------- | --------------------------- | ---------------------------- | ------------------------- | ---------------------------- | ------------------------- | ---------------------------- | ------------------------ | ---------------------------- | ---------------------------- |
| 1979  | n/a                         | n/a                         | 1er tour (1/16) C. Sacomandi | F. Dürr Ilie Năstase      | -                            | -                         | -                            | -                        | n/a                          | n/a                          |
| 1981  | n/a                         | n/a                         | 2e tour (1/8) C. Kirmayr     | Ilana Kloss Álvaro Fillol | -                            | -                         | -                            | -                        | n/a                          | n/a                          |
| 1982  | n/a                         | n/a                         | Finale Cássio Motta          | W. Turnbull John Lloyd    | 3e tour (1/8) Jaime Fillol   | Anne Smith Kevin Curren   | 1er tour (1/16) F. González  | Sandy Collins Terry Moor | n/a                          | n/a                          |
| 1983  | n/a                         | n/a                         | -                            | -                         | 1er tour (1/32) Cássio Motta | Nancy Yeargin C. Pasarell | 1er tour (1/16) Cássio Motta | Sherry Acker Drew Gitlin | n/a                          | n/a                          |
| 1984  | n/a                         | n/a                         | -                            | -                         | 2e tour (1/16) Cássio Motta  | E. Sayers S. Stewart      | -                            | -                        | n/a                          | n/a                          |
| 1985  | n/a                         | n/a                         | -                            | -                         | 3e tour (1/8) Cássio Motta   | E. Smylie J. Fitzgerald   | 1er tour (1/16) Cássio Motta | Robin White Butch Walts  | n/a                          | n/a                          |
| 1986  | n/a                         | n/a                         | 3e tour (1/8) Cássio Motta   | Robin White Marty Davis   | -                            | -                         | -                            | -                        | n/a                          | n/a                          |
| 1987  | -                           | -                           | -                            | -                         | 1er tour (1/32) Cássio Motta | Kathy Jordan Ken Flach    | -                            | -                        | n/a                          | n/a                          |

Sous le résultat, le partenaire ; à droite, l’ultime équipe adverse.

## Parcours en Coupe de la Fédération
| #                                                                       | Date       | Lieu        | Surface      | Gagnante(s)                       | Perdante(s)                   | Score         |          |
|                                                                         |            |             |              |                                   |                               |               |          |
| 1981 - 1er tour (groupe mondial) - Brésil - Irlande - 3 : 0             |            |             |              |                                   |                               |               |          |
| 1                                                                       | 09/11/1981 | Tokyo       | Terre (ext.) | Cláudia Monteiro                  | Rhona Howett                  | 6-0, 6-3      | Parcours |
| 1                                                                       | 09/11/1981 | Tokyo       | Terre (ext.) | Pat Medrado Cláudia Monteiro      | Maria Bolster Caitriona Ruane | 6-3, 6-2      | Parcours |
|                                                                         |            |             |              |                                   |                               |               |          |
| 1981 - 2e tour (groupe mondial) - Allemagne de l'Ouest - Brésil - 2 : 0 |            |             |              |                                   |                               |               |          |
| 2                                                                       | 09/11/1981 | Tokyo       | Terre (ext.) | Iris Riedel                       | Cláudia Monteiro              | 7-6, 6-1      | Parcours |
|                                                                         |            |             |              |                                   |                               |               |          |
| 1982 - 1er tour (groupe mondial) - Brésil - France - 2 : 0              |            |             |              |                                   |                               |               |          |
| 3                                                                       | 19/07/1982 | Santa Clara | Dur (ext.)   | Cláudia Monteiro                  | Frederique Thibault           | 6-2, 6-2      | Parcours |
|                                                                         |            |             |              |                                   |                               |               |          |
| 1982 - 2e tour (groupe mondial) - Hong Kong - Brésil - 0 : 3            |            |             |              |                                   |                               |               |          |
| 4                                                                       | 19/07/1982 | Santa Clara | Dur (ext.)   | Cláudia Monteiro                  | Nancy Spelman                 | 6-1, 6-1      | Parcours |
|                                                                         |            |             |              |                                   |                               |               |          |
| 1982 - 1/4 de finale (groupe mondial) - États-Unis - Brésil - 3 : 0     |            |             |              |                                   |                               |               |          |
| 5                                                                       | 19/07/1982 | Santa Clara | Dur (ext.)   | Chris Evert                       | Cláudia Monteiro              | 6-3, 6-1      | Parcours |
| 5                                                                       | 19/07/1982 | Santa Clara | Dur (ext.)   | Chris Evert Martina Navrátilová   | Pat Medrado Cláudia Monteiro  | 6-2, 6-0      | Parcours |
|                                                                         |            |             |              |                                   |                               |               |          |
| 1983 - 1er tour (groupe mondial) - Israël - Brésil - 1 : 2              |            |             |              |                                   |                               |               |          |
| 6                                                                       | 18/07/1983 | Zurich      | Terre (ext.) | Rafeket Binyamini                 | Cláudia Monteiro              | 6-0, 6-2      | Parcours |
| 6                                                                       | 18/07/1983 | Zurich      | Terre (ext.) | Pat Medrado Cláudia Monteiro      | Rafeket Binyamini Sagit Doron | 2-6, 6-1, 6-3 | Parcours |
|                                                                         |            |             |              |                                   |                               |               |          |
| 1983 - 2e tour (groupe mondial) - Grande-Bretagne - Brésil - 3 : 0      |            |             |              |                                   |                               |               |          |
| 7                                                                       | 18/07/1983 | Zurich      | Terre (ext.) | Virginia Wade                     | Cláudia Monteiro              | 6-1, 2-6, 6-3 | Parcours |
| 7                                                                       | 18/07/1983 | Zurich      | Terre (ext.) | Jo Durie Anne Hobbs               | Pat Medrado Cláudia Monteiro  | 6-3, 6-2      | Parcours |
|                                                                         |            |             |              |                                   |                               |               |          |
| 1984 - 1er tour (groupe mondial) - Brésil - Suède - 1 : 2               |            |             |              |                                   |                               |               |          |
| 8                                                                       | 16/07/1984 | São Paulo   | Terre (ext.) | Carina Karlsson                   | Cláudia Monteiro              | 6-4, 6-4      | Parcours |
| 8                                                                       | 16/07/1984 | São Paulo   | Terre (ext.) | Pat Medrado Cláudia Monteiro      | Catrin Jexell Carina Karlsson | 6-2, 6-4      | Parcours |
|                                                                         |            |             |              |                                   |                               |               |          |
| 1985 - 1er tour (groupe mondial) - Brésil - Chine - 1 : 2               |            |             |              |                                   |                               |               |          |
| 9                                                                       | 08/10/1985 | Nagoya      | Dur (ext.)   | Zhong Ni                          | Cláudia Monteiro              | 6-3, 6-4      | Parcours |
| 9                                                                       | 08/10/1985 | Nagoya      | Dur (ext.)   | Claudia Faillace Cláudia Monteiro | Pu Xin-Fen Weng Qin-Di        | 6-4, 6-2      | Parcours |

## Classements WTA

### Classements en simple en fin de saison
| Année | 1986 | 1987 | 1988 |
| Rang  | 118  | 179  | 500  |

Source : (en) « Classements de Cláudia Monteiro », sur le site officiel du WTA Tour

### Classements en double en fin de saison
| Année | 1986 | 1987 |
| Rang  | 119  | 96   |

Source : (en) « Classements de Cláudia Monteiro », sur le site officiel du WTA Tour